# آدم فيلان
آدم فيلان (بالإنجليزية: Adam Phelan)‏ هو دراج أسترالي، ولد في 23 أغسطس 1991 في كانبرا في أستراليا.

## وصلات خارجية
- الموقع الرسمي
- آدم فيلان على موقع الاتحاد الدولي للدراجات (الإنجليزية)
- آدم فيلان على موقع أرشيف الدراجات (الإنجليزية)
- آدم فيلان على موقع إحصائيات الدراجات الإحترافية (الإنجليزية)
- آدم فيلان على موقع نسبة الدراجات (الإنجليزية)